# Jelena Milasjina

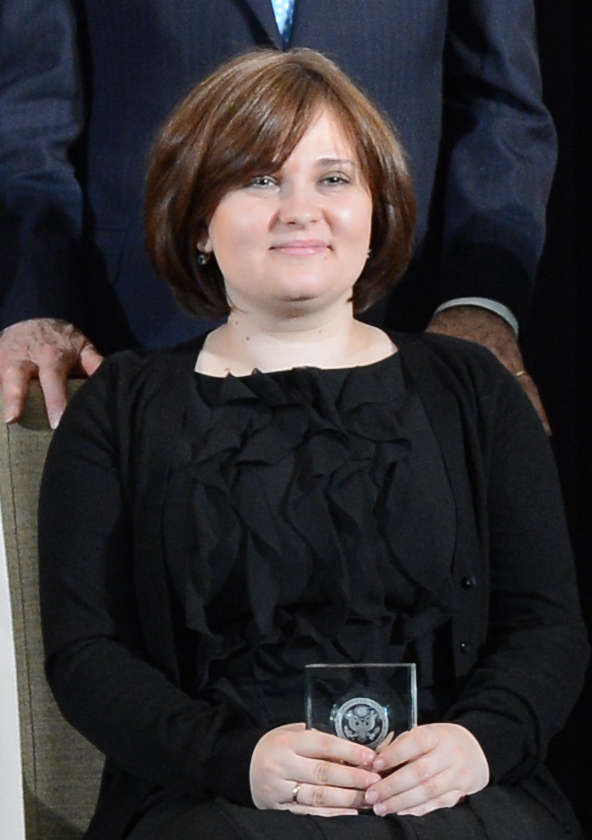
Jelena Milasjina

Jelena Valerjevna Milasjina (Russisch: Елена Валерьевна Милашина) (Dalnegorsk, 28 oktober 1978) is een Russische onderzoeksjournalist voor Novaja Gazeta. In oktober 2009 heeft zij de Human Rights Watch Alison Des Forges Award gewonnen voor buitengewoon activisme. Ze continueerde het onderzoek van haar collega Anna Politkovskaja, die in 2006 in Moskou is vermoord. Ook ging zij zelfstandig aan de slag met een onafhankelijk onderzoek naar gebeurtenissen in de Noordelijke Kaukasus. In 2013, ontving Jelena Milasjina de International Women of Courage Award.

## Publicaties over mensenrechtenschendingen
Milasjina staat als onderzoeksjournalist bekend om haar uitgebreide onderzoek en kritische artikelen over de schending van mensenrechten en overheidscorruptie. Zij deed onder meer onderzoek naar de vervolging van Lgbt-personen in Tsjetsjenië en andere delen van de Russische Noordelijke Kaukasus. Na de moord op haar collega Anna Politkovskaja in 2006, vervolgde Milasjina haar werkzaamheden door te rapporteren over gedwongen verdwijningen, arbitraire arrestaties, buitengerechtelijke executies, martelingen en de vervolging van verwanten van vermeende opstandelingen.
Daarnaast werkt Milasjina nauw samen met de onderzoekers van Human Rights Watch om de wreedheden vast te leggen die tijdens het conflict in 2008 tussen Rusland en Georgië rond Zuid-Ossetië hebben plaatsgevonden. Samen met Human Rights Watch heeft zij zich ingezet om slachtoffers van mensenrechtenschendingen in Zuid-Ossetië, Tsjetsjenië en Dagestan te interviewen.

## Bedreigingen
Door haar onderzoek en kritische artikelen is Milasjina meerdere malen met de dood bedreigd. Ook werd zij in de vroege morgen van 5 april 2012 samen met haar vriendin door twee onbekende personen aangevallen in de Balasjicha-buurt in Moskou.
In een artikel in de editie van 19 mei 2015 van de Grozny Inform, een Tsjetsjeens online staatspersbureau, werden directe doodsbedreigingen geuit jegens Milasjina. In 2020 werd ze aangevallen.
Op 4 juli 2023 werd Milasjina ontvoerd samen met de advocaat, van de moeder van twee mensenrechtenactivisten die kritiek hadden geleverd op het regime, die dezelfde dag werd voorgeleid voor de rechtbank. Haar wagen werd onderweg van de luchthaven naar de rechtbank klemgereden door 3 wagens. Ze trokken de taxichauffeur uit de wagen en reden ermee weg naar een andere locatie waar Milasjina en de advocaat werden geslagen en geschopt. Omdat Milasjina haar telefoon niet wou ontgrendelen werden haar vingers gebroken, werden haar haren afgeschoren en kreeg ze het groene reinigingsmiddel "zeljonka" op haar gezicht. De journaliste liep door deze mishandeling een inwendig hersenletsel op.